# Ville-ès-Nonais
Ville-ès-Nonais é uma comuna francesa na região administrativa da Bretanha, no departamento Ille-et-Vilaine. Estende-se por uma área de 4,34 km². Em 2010 a comuna tinha 1 254 habitantes (densidade: 288,9 hab./km²).